# Apachicruz
Apachicruz är en ort i Mexiko.   Den ligger i kommunen Tepetzintla och delstaten Veracruz, i den sydöstra delen av landet, 230 km nordost om huvudstaden Mexico City. Apachicruz ligger 357 meter över havet och antalet invånare är 309.
Terrängen runt Apachicruz är kuperad åt nordost, men åt sydväst är den platt. Runt Apachicruz är det ganska tätbefolkat, med 78 invånare per kvadratkilometer. Närmaste större samhälle är Cerro Azul, 17,0 km öster om Apachicruz. Trakten runt Apachicruz består till största delen av jordbruksmark.